# Portret Mariana Goi (ok. 1810)

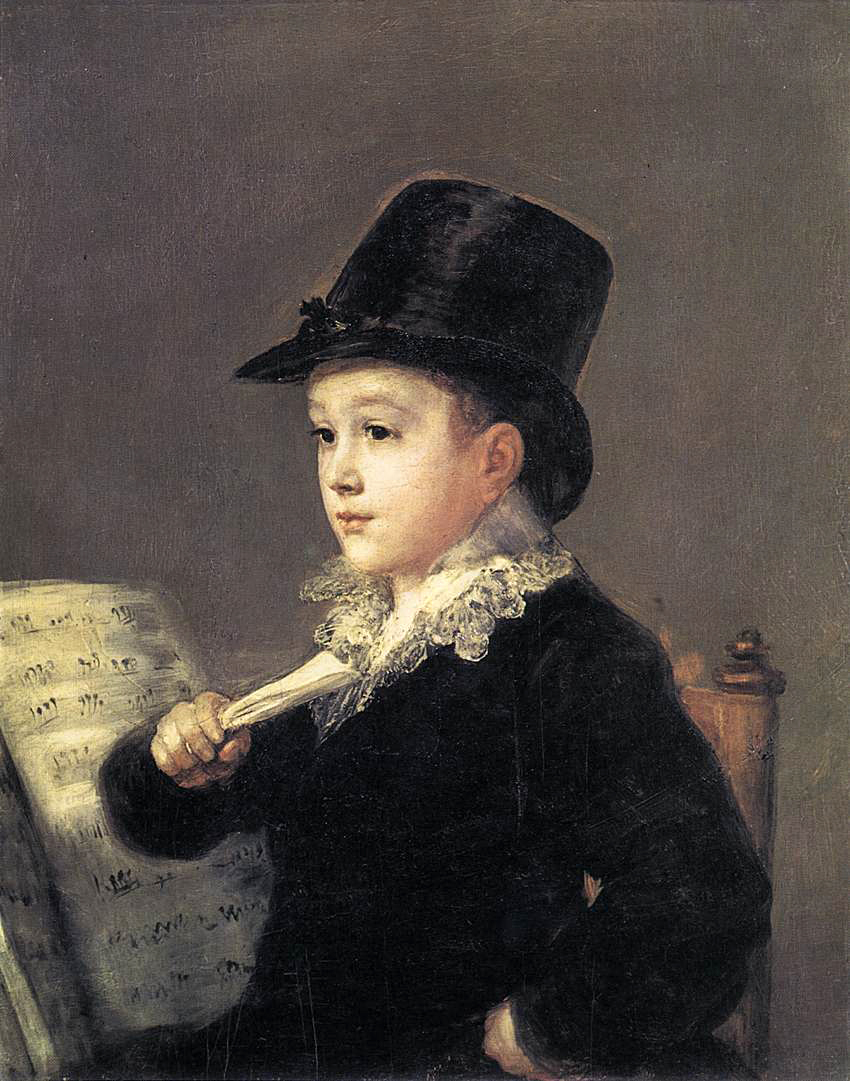
Portret Mariana Goi, ok. 1813–1815

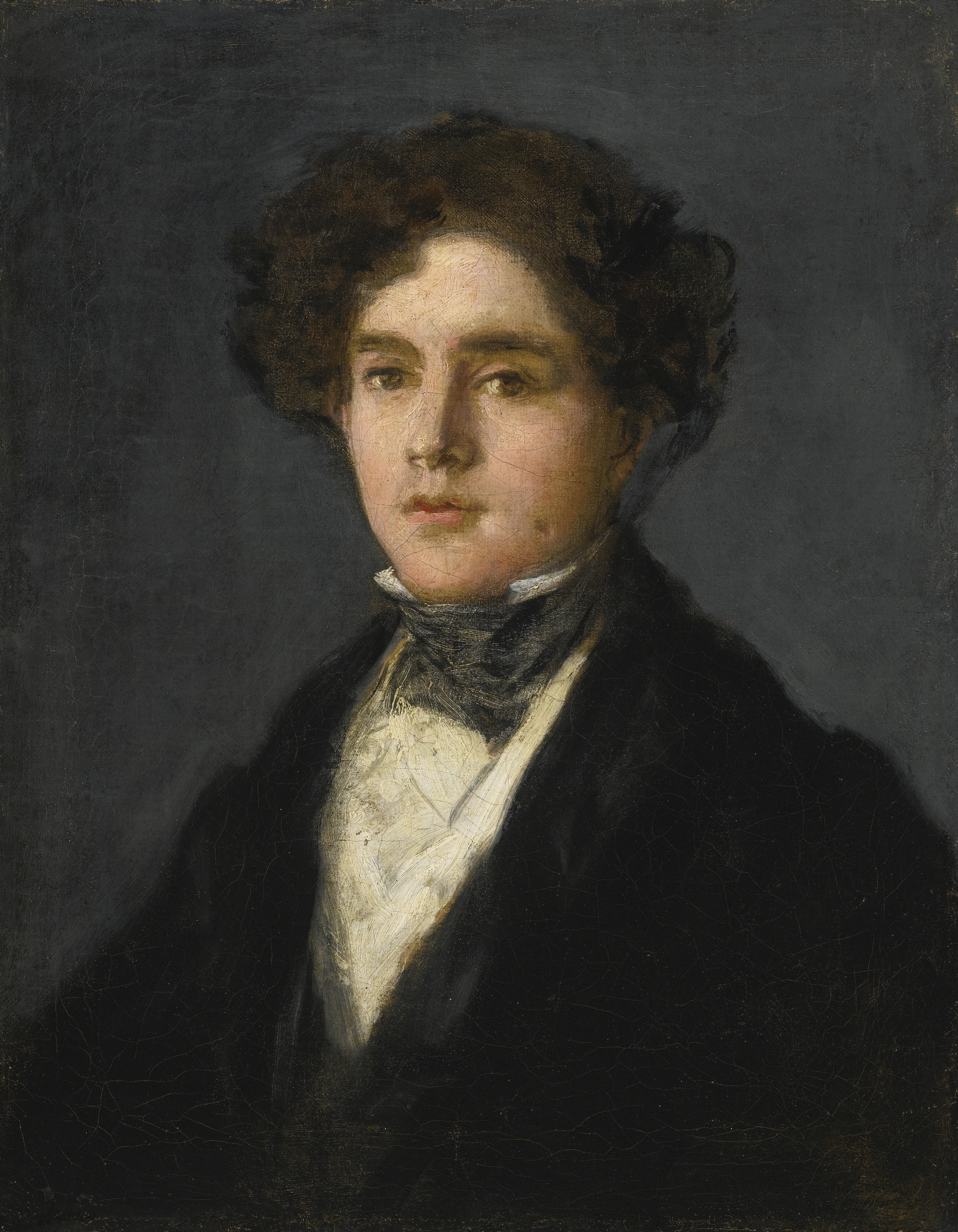
Portret Mariana Goi, 1827

Portret Mariana Goi (hiszp. Mariano Goya) – obraz olejny hiszpańskiego malarza Francisca Goi. Portret przedstawia Mariana Goyę, wnuka malarza. 

## Okoliczności powstania
Francisco Goya i jego żona Josefa Bayeu mieli sześcioro dzieci, ale oprócz syna Javiera wszystkie zmarły we wczesnym dzieciństwie. W 1804 roku Javier Goya ożenił się z Gumersindą Goicoecheą, z którą miał jedynego syna Mariana, nazywanego zdrobniale „Marianito”. Zarówno syn, jak i wnuk byli dla malarza niezwykle ważni, dawał im liczne dowody przywiązania i dbał o ich sytuację materialną. Rodzice Mariana mieszkali z malarzem do 1806 roku, kiedy przeprowadzili się do domu, który im podarował. Dzięki posagowi Gumersindy i wsparciu Goi nie pracowali i prowadzili wygodne życie ze skłonnościami do luksusu. Goya sportretował swojego wnuka trzykrotnie: w wieku 3–4 lat z zabawką, w wieku około 7–9 lat przy partyturze i jako młodego mężczyznę w 1827 roku. We wrześniu 1823 tuż przed emigracją do Francji Goya przepisał Marianowi swoją posiadłość nazywaną Domem Głuchego, w której namalował czarne obrazy. W 1828 roku na wieść o chorobie dziadka Mariano przyjechał do Bordeaux i towarzyszył mu w ostatnich chwilach. 
Mariano de Goya y Goicoechea urodził się 11 czerwca 1806 roku w Madrycie. W 1831 roku poślubił Concepción Mariátegui, córkę Francisca Javiera, inżyniera wojskowego i członka Akademii Sztuk Pięknych św. Ferdynanda. Prawdopodobnie mieli córkę Purificación. Mariano zajmował się ryzykownymi spekulacjami w branży wydobywczej oraz kupnem dóbr i terenów skonfiskowanych gospodarstw. W 1854 roku sprzedał otrzymany od dziadka Dom Głuchego. W 1859 owdowiał. Stracił majątek, spekulując na giełdzie, a w konsekwencji wyprzedał posiadane obrazy, rysunki i płytki grawerskie dziadka przyczyniając się do rozproszenia rodzinnej kolekcji. Niekiedy korzystał z pomocy członków rodziny Madrazo jako pośredników sprzedaży. Poważnie zadłużony, chronił się w mniejszych miejscowościach w okolicy Madrytu: Fuencarral, Bustarviejo i La Cabrera, gdzie do jego majątku należał stary klasztor San Antonio. W 1846 roku próbował nabyć tytuł markiza del Espinar, ale choć prawa sprzedawcy do tytułu okazały się złudne, do końca życia tytułował się markizem. Początkowo identyfikował się jako liberał, a pod wpływem życiowych niepowodzeń jego poglądy zradykalizowały się i uważał się za republikanina. Ożenił się z Baskijką Franciscą Vildósola, z którą miał córki Luisę i Franciscę, a ich potomkowie noszą współcześnie nazwisko Sáez de Goya. Zmarł w La Cabrera 7 stycznia 1874 roku w wieku 68 lat.

## Opis obrazu
Goya namalował w swojej karierze wiele scen religijnych i rodzajowych z postaciami dzieci i cherubinów, a także około dwudziestu dziecięcych portretów. Dzieła te wyróżniają się jakością i specjalną dbałością o szczegóły oraz wyrazem czułości i szczerości. Goya podkreślał czystość i niewinność dzieci, w przeciwieństwie do barokowego malarza Murilla, który akcentował łobuzerstwo i psotliwość. 
Portret Mariana powstał ok. 1810 roku, w czasie hiszpańskiej wojny niepodległościowej. Goya namalował go prawdopodobnie do kompletu z eleganckimi portretami Javiera i Gumersindy, które powstały niedługo po ich ślubie. W tym samym czasie sportretował także rodziców Gumersindy.
Chłopiec ma około czterech lat. Został przedstawiony niczym mały arystokrata – w całej postaci, na ciemnym tle, w stylu obrazów Coella i Velázqueza. Jest ubrany w elegancki strój nieco ponad swój wiek. Ma na sobie frak w ciemnobieskim lub czarnym kolorze z czterema mosiężnymi guzikami, spodnie i jedwabną kamizelkę. Biała koszula z rozchylonym kołnierzem odsłania różową skórę dziecka. Ma kręcone blond włosy i duże czarne oczy przywołujące urodę jego matki. Jego dziecięce spojrzenie jest ufne i pełne czułości. Lewą ręką trzyma sznurek przywiązany do dużego zabawkowego powozu, a prawą rękę chowa za plecami. Zabawka na portrecie tradycyjnie symbolizuje edukację dziecka.
Powóz został namalowany precyzyjnymi pociągnięciami pędzla o charakterze szkicu. Ciemne tło przywodzi na myśl portrety Velázqueza. 

## Proweniencja
Obraz należał do Javiera Goi, a następnie do Mariana. Później trafił do kolekcji Enrique Crooke w Madrycie, a następnie do markiza de Genal i markiza de Larios w Madrycie, w 1928 roku. Obecnie należy do prywatnej kolekcji.